# アルフォールヴィル
アルフォールヴィル （Alfortville）は、フランス、イル＝ド＝フランス地域圏、ヴァル＝ド＝マルヌ県のコミューン。

## 概要

アルフォールヴィルの位置

アルフォールヴィルは、南北約4.5 km、東西0.5kmから1kmと、細長いかたちをしている。西をセーヌ川、北をマルヌ川が接する。
1885年4月1日、メゾン＝アルフォールより分離して誕生した。
アルフォールヴィルには、アルメニア人虐殺を逃れて避難してきたアルメニア人が多く暮らし、現在も大きなコミュニティーを形成している。

## 交通
- 鉄道 - パリメトロ8号線メゾン＝アルフォール駅。RER D線メゾン＝アルフォール＝アルフォールヴィル駅。

## 人口統計
| 1962年 | 1968年 | 1975年 | 1982年 | 1990年 | 1999年 | 2006年 | 2011年 |
| ------ | ------ | ------ | ------ | ------ | ------ | ------ | ------ |
| 32332  | 35023  | 38057  | 36231  | 36119  | 36232  | 42473  | 44550  |

参照元:1999年までEHESS、2004年以降INSEE

## 姉妹都市
- サン・ベネデット・デル・トロント、イタリア
- アシュタラク、アルメニア
- カンタニェーデ、ポルトガル

## ゆかりのある人物
- マリオン・コティヤール（女優） - 幼少期に居住
- ジョナタン・バンバ（サッカー選手）- 同市出身
- イーサン・サコ（サッカー選手）- 同市出身